# Тюльпаны (Ростовская область)
Тюльпаны — село в Заветинском районе Ростовской области. Административный центр Тюльпановского сельского поселения.

## География
Посёлок расположен в степи, на юге Заветинского района, на левом берегу реки Джурак-Сал, на высоте около 80 метров над уровнем моря, в 47 км юго-западнее села Заветное

### Улицы
- ул. Магистральная,
- ул. Мира,
- ул. Молодёжная,
- ул. Школьная,
- пер. Центральный,
- проезд Солнечный.

## История
В 1987 г. указом ПВС РСФСР поселку шестой фермы присвоено наименование село Тюльпаны.

## Население
Динамика численности населения
| 1989 | 2002 |
| ---- | ---- |
| ≈760 | 659  |

| 2010 |
| ---- |
| 730  |